# Heinkel He 112
Die Heinkel He 112 war ein deutsches einmotoriges Jagdflugzeug, das von Ernst Heinkel als Projekt für einen Jagdflugzeugwettbewerb des Reichsluftfahrtministeriums (RLM) von 1934 entwickelt wurde. Konstruiert wurde es von den Brüdern Walter und Siegfried Günter.

## Entwicklungsgeschichte

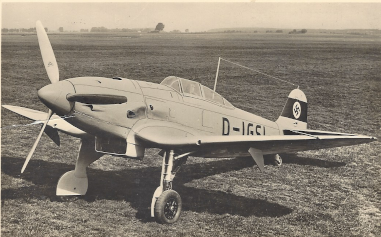
He 112 V9 D-IGSI, etwa 1937

Um ein Nachfolgemuster für die veralteten deutschen Doppeldeckerjagdflugzeuge (Heinkel He 51 sowie Arado Ar 68) zu finden, gab das RLM im Februar 1934 eine Ausschreibung für einen „Verfolgungsjäger“ an die Flugzeugbaufirmen Arado, BFW und Heinkel aus. Im Mai 1934 folgte eine überarbeitete Version, deren Forderungen eine Höchstgeschwindigkeit von 400 km/h, haltbar für die Dauer von 20 min in 6000 m Höhe, eine Flugzeit von 1,5 h, eine Dienstgipfelhöhe von 9000 m und eine Steigzeit von 7 min auf 6000 m Höhe vorsahen. Im Vordergrund stand dabei die im Horizontalflug erzielbare Höchstgeschwindigkeit, gefolgt von Steigleistung und Wendigkeit. Der neue Jäger sollte entweder über eine 20-mm-Maschinenkanone mit 200 Schuss oder zwei 7,92-mm-Maschinengewehre mit je 1000 Schuss verfügen. Im September 1934 erging die Ausschreibung auch an Focke-Wulf. Da Heinkel bereits seit Herbst 1933 mit dem RLM über die Entwicklung eines neuen Jagdflugzeugs in Verhandlungen gestanden und dementsprechende Konstruktionspläne unter der Bezeichnung Projekt 1015 ausgearbeitet hatte, war es dem Unternehmen möglich, bereits im Dezember des Jahres Erhard Milch bei einer Werksbesichtigung diese vorzuführen und im Mai 1934 eine erste Attrappe zu präsentieren. Nach einigen Änderungswünschen des RLM und einer abschließenden Besichtigung begannen im Oktober 1934 die eigentlichen Konstruktionsarbeiten unter der Leitung von Karl Schwärzler. Als Antrieb sollte der sich noch im Entwicklungsstadium befindliche Junkers-Motor Jumo 210 Verwendung finden. Nachdem sich aber im November 1934 herauskristallisiert hatte, dass dieser nicht rechtzeitig zur Verfügung stehen würde, wurde beschlossen, für den ersten Prototyp auf ein britisches Kestrel-IIS-Triebwerk von Rolls-Royce mit Zweiblatt-Holzluftschraube auszuweichen, ein Schritt, der ebenso bei Arado und BFW für deren Konkurrenzmuster Ar 80 und Bf 109 getan wurde. Als Kühlung wurden in der Planungsphase in den Tragflächen installierte Oberflächenverdampfer in Betracht gezogen, doch wurde letztendlich aufgrund von deren Beschussempfindlichkeit ein konventionelles Kühlsystem angewendet. Die „Großraumkühlung“ fand später beim Nachfolgemuster He 100 Anwendung.
Der Erstflug des ersten Versuchsmusters He 112 V1 mit der Werknummer 1290 und dem Kennzeichen D–IADO wurde am 1. September 1935 problemlos vom Heinkel-Werkspiloten Gerhard Nitschke absolviert, lediglich die hohen Steuerdrücke wurden beanstandet. Am 1. November 1935 wurde vom RLM für das He-112-Programm der Bau von insgesamt drei Prototypen und sieben Vorserienmustern in Auftrag gegeben. Zwei Wochen später flog Nitschke am 16. November die mit einem Jumo 210 ausgestattete He 112 V2 (WNr.1291, Kennzeichen D–IHGE) mit Dreiblatt-Metallluftschraube ebenfalls erfolgreich. Im Folgemonat begann die E-Stelle in Travemünde mit der Erprobung der He 112 V1, nachdem sie das Flugzeug schon im November zuvor nachgeflogen hatte. Zeitgleich wurde die Bestellung auf zwölf Vorserienexemplare aufgestockt. Am 1. April 1936 startete Gerhard Nitschke mit dem dritten Prototyp He 112 V3 mit der Werknummer 1292 und dem Kennzeichen D–IDMO erstmals.
Die Tests und der Vergleich mit den Konkurrenten Ar 80, Bf 109 und Fw 159 erfolgten zwei Wochen später wiederum durch die Erprobungsstelle See in Travemünde. Dabei stürzte die V2 D-IHGE am 15. April 1936 infolge Flachtrudelns ab, der Pilot Nitschke konnte sich mit dem Fallschirm retten. Von der Kommission wurde der offene Pilotensitz kritisiert, auch wenn dieser von den Piloten begrüßt wurde und zu dieser Zeit völlig üblich war. Außerdem wurde kritisiert, dass das Fahrwerk in den Tragflächen angeschlagen war. Dies widersprach einer Forderung der Ausschreibung, die verlangte, dass der Rumpf auch ohne montierte Tragflächen selbstständig beweglich sein und auf Eisenbahnwagen der Deutschen Reichsbahn unter Einhaltung des Lademaßes verladefähig sein sollte. Dies sollte die Wartung der Flugzeuge auf Feldflugplätzen erleichtern; es sollte außerdem das Wechseln von beschädigten Tragflächen ohne spezielle Vorrichtungen ermöglichen und auch die Bergung und Rückholung außengelandeter Flugzeuge erleichtern. Die aus dieser Forderung resultierende geringe Spurweite des Fahrwerks führte bei der Messerschmitt Bf 109, dem Sieger der Ausschreibung, später aber oft zu vielen Start- und Landeunfällen insbesondere bei Seitenwind. Diese Forderung wurde deshalb bei allen weiteren Ausschreibungen nicht mehr gestellt.
Heinkel und die Bayerischen Flugzeugwerke (ab 1938 Messerschmitt AG) sicherten sich jedoch erst einmal Aufträge über je zehn Vorserienflugzeuge der Typen He 112 bzw. Bf 109, da die Kommission vorerst nicht zu einem klaren Urteil finden konnte.
Bei einem späteren Vergleichsfliegen entschied sich das RLM für die Bf 109 als neuen Standardjäger der deutschen Luftwaffe, da sich Heinkel auf den Bomber He 111 konzentrieren sollte, zudem war die Bf 109 einfacher und vor allem auch viel billiger zu produzieren als die He 112.
Die Weiterentwicklung der He 112 A zur Version B wurde jedoch weitergeführt. Diese führte den Jumo-210Ea-Motor ein und war mit zwei 20-mm-MG FF und zwei 7,92-mm-MG 17 ausgestattet.

## Einsatz
Von Dezember 1936 an wurde der dritte Prototyp (V3) im Einsatz bei der Legion Condor in Spanien beim Versuchskommando VK/88 erprobt. Das Flugzeug wurde per Schiff nach Cádiz gebracht, von dort zum Flugplatz Sevilla-Tablada überführt und zusammengebaut. Am 7. Dezember führte die He 112 ihren ersten Probeflug auf spanischem Boden durch und erhielt das Kennzeichen 5•1. Im Gegensatz zu der zur selben Zeit als reiner Jäger getesteten Bf 109 wurden sie in der Rolle als Bodenangriffsflugzeug eingesetzt, bei der zufriedenstellende Ergebnisse erzielt wurden. Der Erfahrungsbericht des VK/88 vom 23. Februar 1937 erwähnt solchermaßen die Ausschaltung von drei Panzern, eines Panzerwagens sowie der Lokomotive eines Panzerzuges. Der anfangs verwendete Jumo-210C-Motor mit Dreiblatt-Verstellschraube wurde am 29. April 1937 nach 140 Betriebsstunden gegen einen Jumo 210B mit Zweiblatt-Verstellschraube ausgetauscht. Mit diesem Antrieb machte die He 112 V3 nach dessen Ausfall am 19. Juli 1937 mit dem Piloten Max Schulz bei Escalona eine Bruchlandung, bei der der Rumpf zerbrach. Das Flugzeug wurde anschließend wieder nach Deutschland gebracht. Als Ersatz wurde im April 1938 die He 112 V9 nach Spanien überführt. Sie erhielt das Kennzeichen 8•2 und wurde ebenfalls als Erdkampfflugzeug eingesetzt. Danach wurde sie Anfang 1939 nach Ungarn überstellt, wo sie am 14. Februar 1939 bei einer Bruchlandung zerstört wurde.

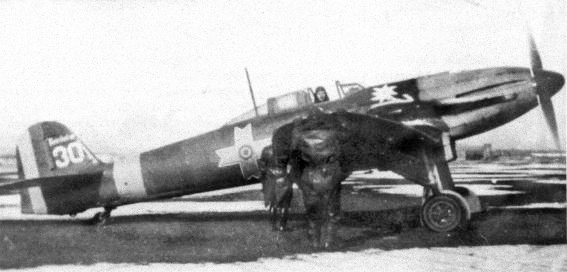
Rumänische He 112, Flugplatz Focșani, Ende 1942

Auf Grund der Entscheidung des RLM für die Bf 109 wurde die He 112 für den Export (als He 112E) freigegeben. Erster Kunde waren die Kaiserlich Japanische Marineluftstreitkräfte, die 30 Stück – vier im Jahr 1937 und 26 1938 – unter der Bezeichnung A7He1 bezogen und in China zu Studienzwecken einsetzten. Weitere 30 Stück gingen an Rumänien, das sie als Bündnispartner Deutschlands im Krieg gegen die Sowjetunion einsetzte. Die Schweiz, Österreich sowie Jugoslawien zeigten sich an der He 112 interessiert, doch kam es nicht zu Verkaufsabschlüssen. Einige der für den Export bestimmten Exemplare flogen zur Verstärkung der Luftwaffe während der Sudetenkrise von 1938 kurzzeitig im Bestand des Jagdgeschwaders 132.
Drei von ursprünglich zwölf bestellten He 112E wurden 1939 nach Ungarn verkauft, die restlichen sollten in Lizenz bei den Manfréd-Weiss-Werken gebaut werden, jedoch erteilte das RLM dafür keine Genehmigung. Die drei gelieferten Flugzeuge wurden mit den Kennzeichen V–301 bis 303 in Dienst gestellt.
Spanien kaufte 19 He 112E, die bis zum April 1940 ausgeliefert wurden. Die noch im Bürgerkrieg zum Einsatz gekommenen Exemplare wurden als Höhenbegleitschutz für italienische G.50-Jäger verwendet. Am 3. März 1943 kam es zum Luftkampf einer He 112 mit einem US-Jagdflugzeug vom Typ P-38, das in den Luftraum von Spanisch-Marokko eingedrungen war und nach den Angriffen des spanischen Piloten Miguel Entrena Klett mit einem beschädigten Triebwerk auf französisch-marokkanischem Gebiet notlanden musste. Die He 112 wurde noch bis nach Ende des Zweiten Weltkriegs in der Jägerrolle eingesetzt und bis 1947 an Schuleinheiten abgegeben. Die letzten He 112 leisteten bis in die 1950er-Jahre Dienst in Spanien. Heute ist keine Maschine mehr erhalten.

### Raketenflug
Im Rahmen der Erforschung von Flüssigkeits-Raketenantrieben wurden einige He-112-Zellen für den Einbau von zusätzlichen Raketenmotoren umgebaut und nach anfänglichen Problemen ab Juni 1937 in Neuhardenberg und ab Anfang 1938 in Peenemünde auch erfolgreich geflogen. Testpilot war Erich Warsitz. Ergebnis dieser Versuche war das erste Flugzeug der Welt mit Flüssigkeits-Raketenantrieb He 176 sowie der Einsatz von Walter-Starthilfsraketen bei überladenen He-111-Bombern.

## Produktion
Gebaut wurden folgende Versionen:
Bauzahlen der He 112 1935–1938:
| Version    | Anzahl | Werknummer             |
| ---------- | ------ | ---------------------- |
| Prototypen | 3      | 1290–1292              |
| A-0        | 17     | 1951–1960, 2248–2254   |
| B-0        | 4      | 1944, 1969, 1973, 1974 |
| B          | 80     | 2001–2080              |
| Insgesamt  | 104    |                        |

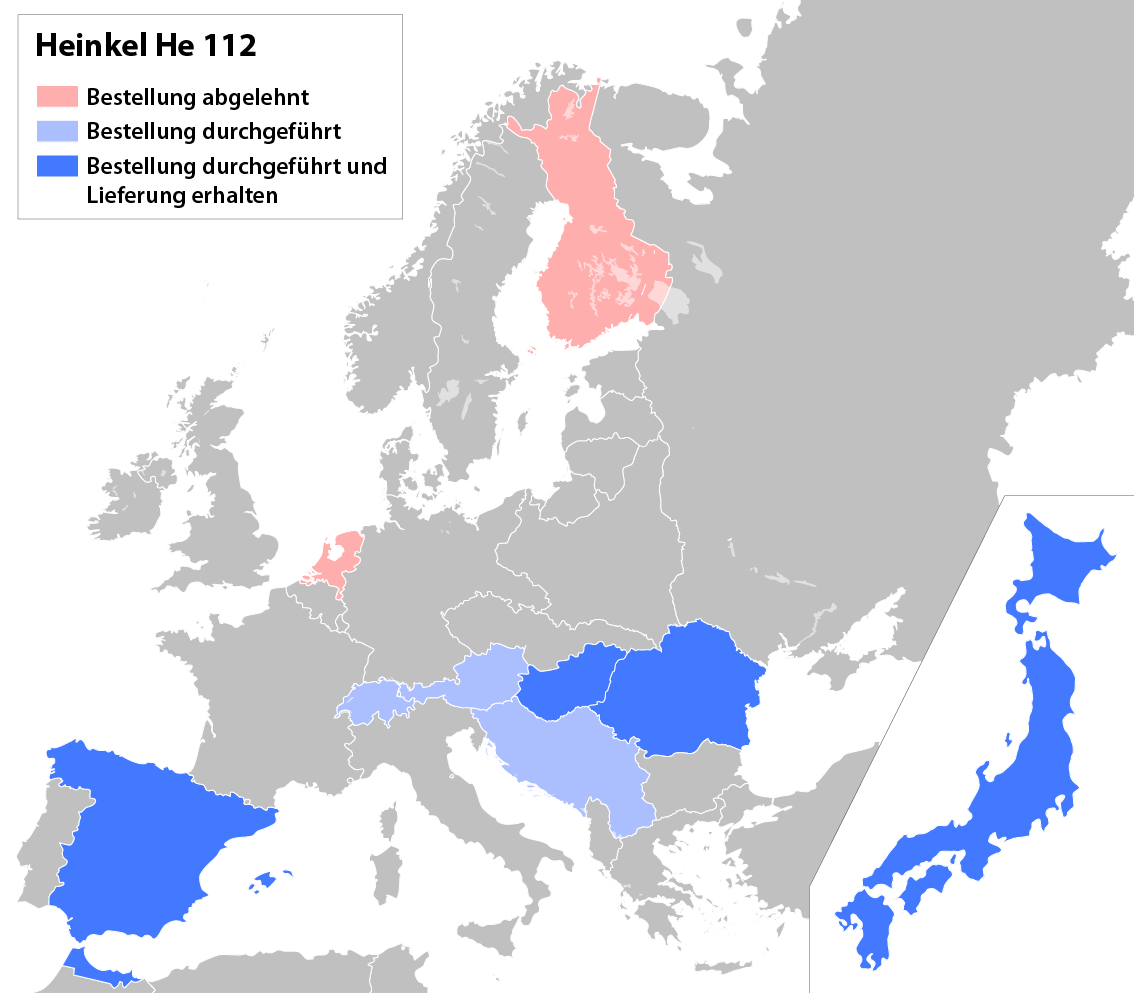
Exporte der He 112

Insgesamt wurden 13 Prototypen für die Entwicklung der He 112 verwendet.
Exporte der He 112:
| Staat     | Anzahl | Jahre     |
| --------- | ------ | --------- |
| Japan     | 30     | 1937–1938 |
| Spanien   | 19     | 1939      |
| Ungarn    | 3      | 1939      |
| Rumänien  | 30     | 1939–1940 |
| Insgesamt | 82     |           |

## Technische Daten

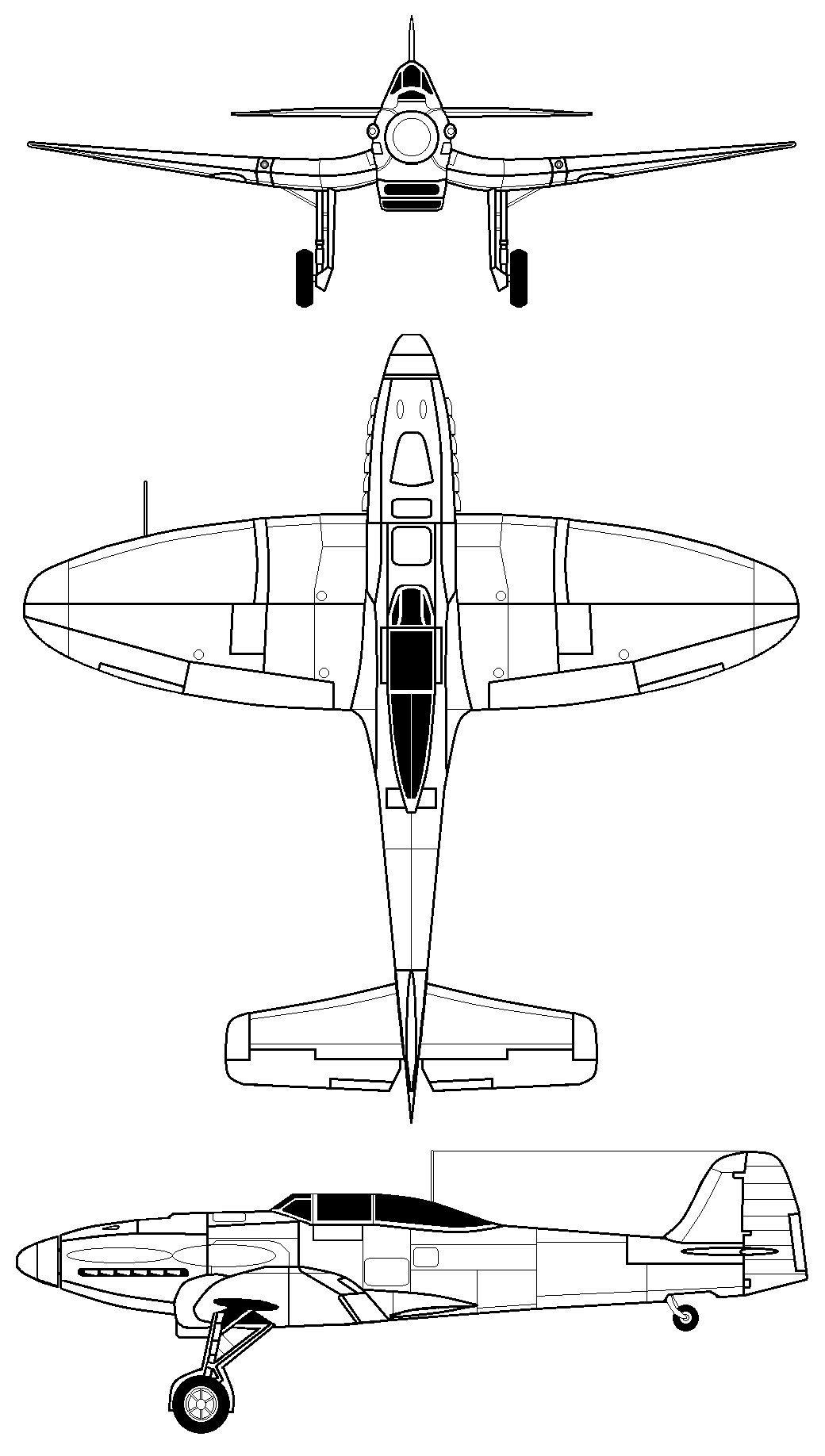
Dreiseitenriss

| Kenngröße                                   | Daten der Heinkel He 112 B-1                                                                    |
| ------------------------------------------- | ----------------------------------------------------------------------------------------------- |
| Besatzung                                   | 1                                                                                               |
| Triebwerk                                   | ein Zwölfzylinder-V-Motor Junkers Jumo 210G                                                     |
| Startleistung                               | 700 PS (ca. 510 kW) bei 2750 min−1                                                              |
| Nennleistung in 0 m Höhe                    | 700 PS (ca. 510 kW) bei 2750 min−1                                                              |
| Nennleistung                                | 675 PS (ca. 500 kW) bei 2700 min−1 in 4700 m Höhe                                               |
| Volldruckhöhe                               | 1000 m                                                                                          |
| spezifischer Kraftstoffverbrauch            | 217 gr/PSh                                                                                      |
| Luftschraube                                | verstellbare VDM-Metall-Luftschraube mit 3,1 m Durchmesser                                      |
| Spannweite                                  | 9,1 m                                                                                           |
| Länge                                       | 9,3 m                                                                                           |
| Höhe mit laufender Luftschraube             | 3,8 m                                                                                           |
| Flügelfläche                                | 17,0 m²                                                                                         |
| Flügelstreckung                             | 4,9                                                                                             |
| Flächenbelastung                            | 132 kg/m²                                                                                       |
| Leistungsbelastung                          | 3,21 kg/PS                                                                                      |
| Leermasse                                   | 1620 kg                                                                                         |
| zusätzliche Ausrüstung                      | 288 kg                                                                                          |
| Rüstmasse                                   | 1848 kg                                                                                         |
| Besatzung                                   | 100 kg                                                                                          |
| Kraftstoff                                  | 230 kg                                                                                          |
| Schmierstoff                                | 20 kg                                                                                           |
| Zuladung (Munition)                         | 52 kg                                                                                           |
| Startmasse                                  | 2250 kg                                                                                         |
| Höchstgeschwindigkeit in 0 m Höhe           | 430 km/h                                                                                        |
| Höchstgeschwindigkeit in 4700 m Höhe        | 510 km/h                                                                                        |
| Höchstgeschwindigkeit in 6000 m Höhe        | 485 km/h                                                                                        |
| Marschgeschwindigkeit in 0 m Höhe           | 380 km/h                                                                                        |
| Marschgeschwindigkeit in 4000 m Höhe        | 430 km/h                                                                                        |
| Marschgeschwindigkeit in 6000 m Höhe        | 395 km/h                                                                                        |
| Landegeschwindigkeit                        | 135 km/h                                                                                        |
| optimale Reichweite bei Vmax in 4000 m Höhe | 760 km                                                                                          |
| optimale Reichweite bei Vr in 4000 m Höhe   | 1000 km                                                                                         |
| optimale Reichweite                         | 1150 km                                                                                         |
| Steigzeit auf 1000 m Höhe                   | 1,3 min                                                                                         |
| Steigzeit auf 2000 m Höhe                   | 2,6 min                                                                                         |
| Steigzeit auf 6000 m Höhe                   | 9,5 min                                                                                         |
| Gipfelhöhe                                  | 9500 m                                                                                          |
| Rollstrecke beim Start                      | 300 m                                                                                           |
| Startstrecke bis 15 m Höhe                  | 570 m                                                                                           |
| Landestrecke aus 15 m Höhe                  | 500 m                                                                                           |
| Bewaffnung                                  | 2 × MG 17 starr im Rumpf nach vorn gerichtet, 2 × MG FF starr in der Fläche nach vorn gerichtet |